# Теруо Нимура
Теруо Нимура (јап. 二村 昭雄; Кјото, 2. мај 1943) бивши је јапански фудбалер.

## Каријера
Током каријере је играо за Тојо.

## Репрезентација
За репрезентацију Јапана дебитовао је 1970. године. За тај тим је одиграо 5 утакмица.

## Статистика
| Јапан  | Јапан   | Јапан  |
| Година | Наступи | Голови |
| ------ | ------- | ------ |
| 1970.  | 5       | 0      |
| Укупно | 5       | 0      |